# Talisker (whisky)

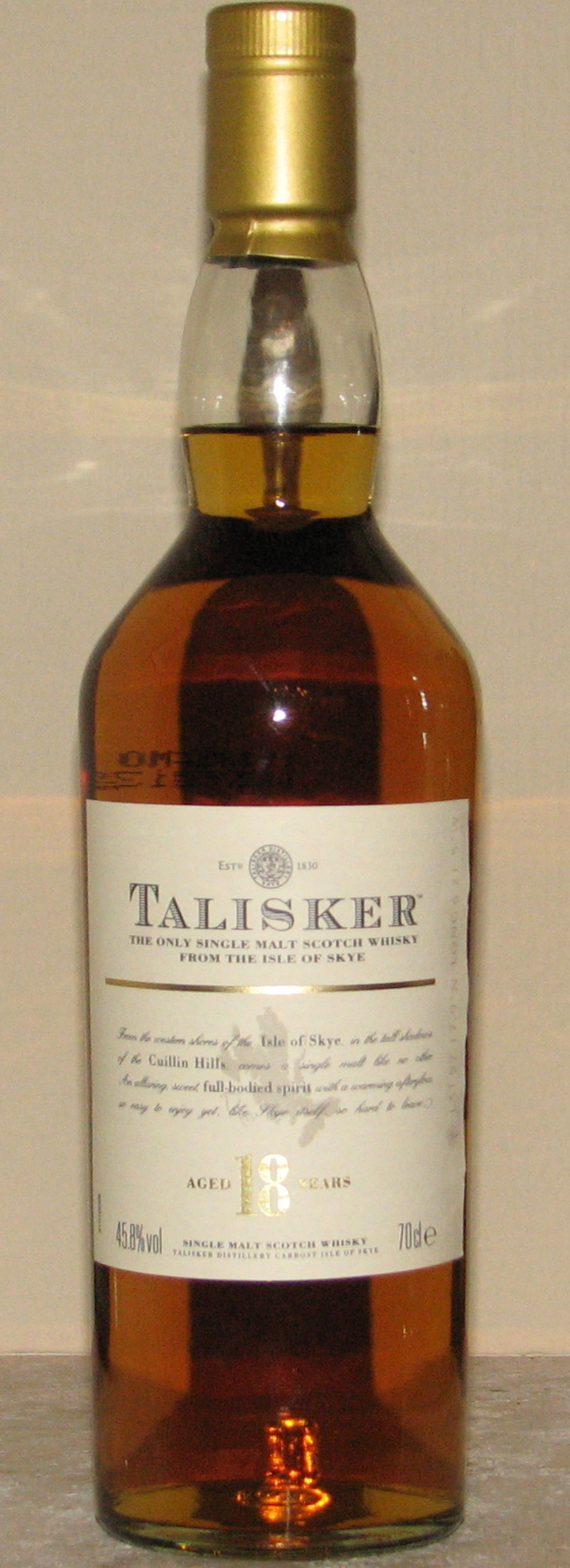
Single Malt 18 jaar oud

Talisker is een Schotse single malt island whisky, afkomstig van het eiland Skye. Het wordt geproduceerd door de gelijknamige distilleerderij in Carbost. Deze distilleerderij behoort tot United Distillers & Vintners, dat eigendom is van het Diageo concern. Talisker is een van de zes whisky's in de serie Classic Malts of Scotland.

## Geschiedenis
De distilleerderij werd door Hugh en Kenneth MacAskill opgericht in 1830, en uitgebreid in 1900. In deze beginperiode werd driemaal gedistilleerd, maar in 1928 werd overgestapt op dubbele distillering, wat meer gebruikelijk is.
In 1960 brandde de distilleerderij vrijwel geheel af. Men slaagde er naderhand in vijf exacte replica's te maken van de originele ketels, waardoor de kenmerkende Talisker-smaak behouden kon blijven.

## Karakter
De mout wordt met behulp van turf voorzien van een relatief hoog fenolgehalte, en ook het gebruikte water uit Cnoc nan Speireag wordt over turf geleid, waardoor de typische geur en smaak wordt bereikt. Talisker is dan ook bekend vanwege het pittige karakter en de wat zilte smaak. Het is een bekende en goedverkopende whisky, maar voor de onervaren whiskydrinker soms een wat te grote uitdaging, aan het hoge fenolgehalte en de uitgesproken smaak moet men wennen.
Voor de liefhebber kwam Talisker in het begin van de eenentwintigste eeuw met een 20 en 25 jaar oude whisky, waar voorheen slechts 10 en 18 jaar leverbaar was. De 25 jaar gerijpte versie blijkt, ondanks de hogere prijs, beter te verkopen dan de whisky van 20 jaar.
De Talisker 18 years old is op 18 april 2007 verkozen tot beste single malt whisky van de wereld in een blinde test door Whisky Magazine.
Talisker wordt door Johnnie Walker gebruikt voor zijn blended whisky, en wordt ook gebruikt in Drambuie (een likeur, geen whisky).

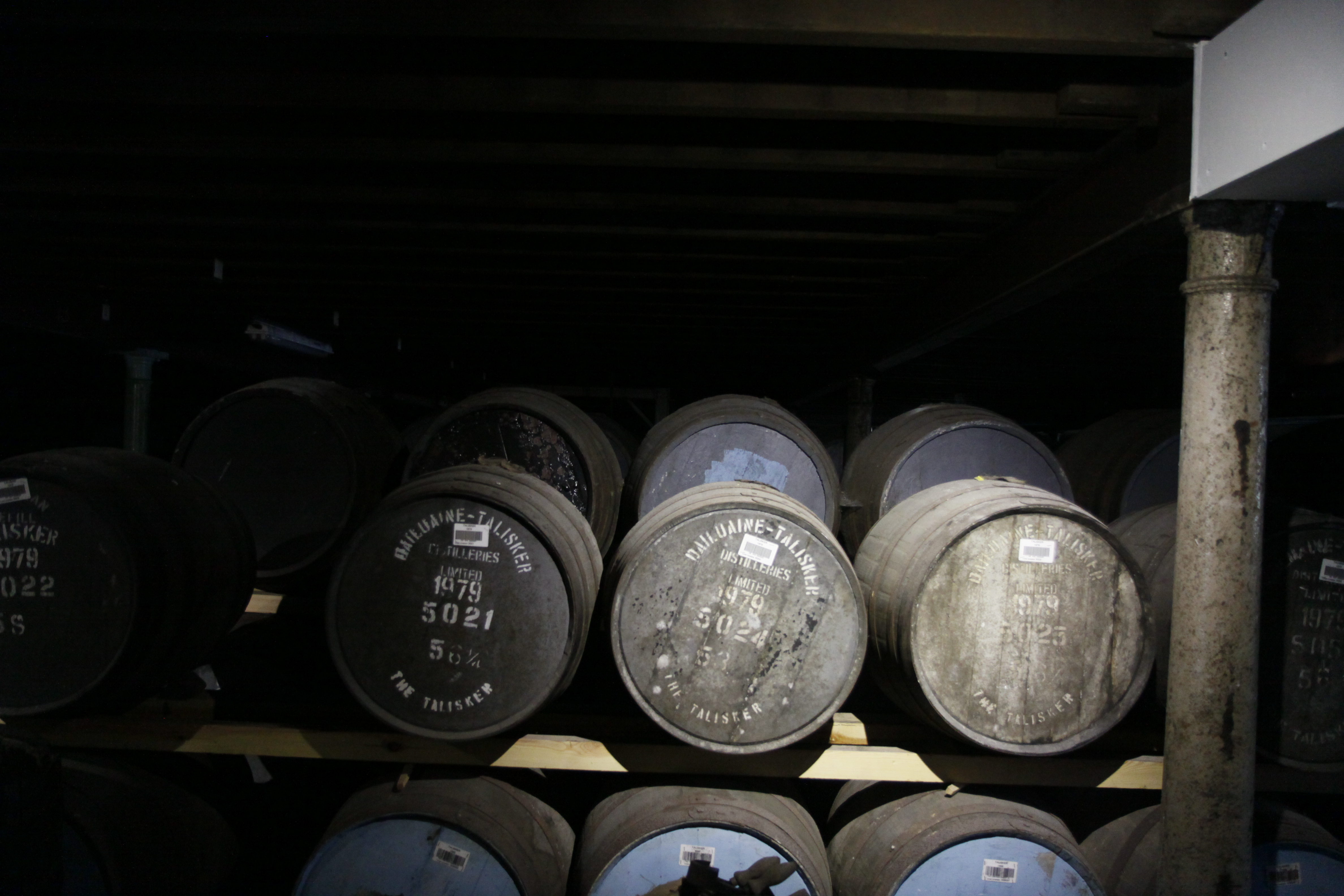
Een blik in het magazijn met 35 jaar oude vaten